# Costa Rica (песня)
«Costa Rica» — сингл американского лейбла звукозаписи Dreamville совместно с Bas и JID при участии Guapdad 4000, Reese LAFLARE, Jace, Mez, Smokepurpp, Buddy и Ski Mask the Slump God. Он был выпущен 1 июля 2019 вместе с «LamboTruck» как третий и четвёртый синглы со сборника Dreamville, Revenge of the Dreamers III.

## История
В феврале Dreamville представил живое исполнение песни на бесплатном концерте в Шарлотте после игры 2019 NBA All-Star Game. «Costa Rica» был выпущен 1 июля 2019 вместе с «LamboTruck» как третий и четвёртый синглы со сборника Dreamville, Revenge of the Dreamers III. В песне приняли участие Bas, JID, Guapdad 4000, Reese LAFLARE, Jace, Mez, Smokepurpp, Buddy и Ski Mask the Slump God.

## Коммерческий успех
«Costa Rica» достигла 75 позиции в американском чарте Billboard Hot 100. 18 декабря 2019 песня была сертифицирована золотой американской ассоциацией звукозаписывающих компаний (RIAA).

## Участники записи
По данным Tidal.
- Аббас Хамад — приглашённый исполнитель, композитор, автор текстов
- Дестин Рут — приглашённый исполнитель, композитор, автор текстов
- Guapdad 4000 — приглашённый исполнитель, композитор, автор текстов
- Reese LAFLARE — приглашённый исполнитель, композитор, автор текстов
- Jace — приглашённый исполнитель, композитор, автор текстов
- Mez — приглашённый исполнитель, композитор, автор текстов
- Smokepurpp — приглашённый исполнитель, композитор, автор текстов
- Buddy — приглашённый исполнитель, композитор, автор текстов
- Ski Mask the Slump God — приглашённый исполнитель, композитор, автор текстов
- Cubeatz — продюсер, композитор, автор текстов
- Pyrex — продюсер, композитор, автор текстов
- Джо Лапорта — мастеринг-инженер
- Джуру «Mez» Дэвис — миксинг
- Мигель Скотт — запись

## Чарты
| Чарт (2019)                           | Высшая позиция |
| ------------------------------------- | -------------- |
| США (Billboard Hot 100)               | 75             |
| США (Billboard Hot R&B/Hip-Hop Songs) | 30             |

## Сертификации
| Регион | Сертификация | Продажи |
| --- | ------------ | ------- |
| США (RIAA) | Золотой      | 500 000 |
| * Данные о продажах приведены только на основе сертификации. · ^ Данные о тиражах приведены только на основе сертификации. · Данные о продажах + прослушиваниях приведены только на основе сертификации. |              |         |